# Pietro Paolini
Pour les articles homonymes, voir Paolini.
Pietro Paolini ou Paolino (né le 3 juin 1603 à Lucques, en Toscane - mort le 12 avril 1681) est un peintre italien baroque du XVIIe siècle qui a été actif à Venise et à Rome.

## Biographie
Né à Lucques de Tommaso Paolini et Ginevra Raffaelli, son père l'envoie étudier en 1619 auprès de Angelo Caroselli à Rome où il demeure jusque dans les années 1628-1629.
Pietro Paolini est fortement influencé par le style de Bartolomeo Manfredi et autres Caravagistes. De 1629 à 1631, il vit à Venise puis retourne à Lucques en 1631 quand son père meurt. Il installe là son atelier où il crée un style original en peignant des natures mortes et des peintures de chevalet, souvent sur la musique ou des thèmes allégoriques comme sa série sur la Musique, l'Astronomie, la Géométrie et la Philosophie. Il invente un appareil permettant de représenter la perspective.
En 1652, il ouvre une académie sur le principe de la représentation de la nature (Accademia del naturale), où de nombreux artistes comme Girolamo Scaglia, Antonio Franchi, Simone del Tintore et son frère Francesco (1645–1718) s'entraînent.
Filippo Gherardi et Giovanni Coli furent de ses élèves, et il influença  Giovanni Domenico Lombardi (1682-1751).
Pietro Paolini meurt le 12 avril 1681 à Lucques en laissant une œuvre riche et variée.

## Œuvres
- Peintures de Pietro Paolini à la Fondazione Cavallini Sgarbi / Fondation Cavallini Sgarbi.
- Concert bachique, v. 1625-1630, huile sur toile, 117×175 cm, Dallas Museum of Art.
- Concert avec cinq musiciens, vers 1625, huile sur toile, 112×196 cm, Milan, Collezione Francesco Michel.
- Peintures, Museo Nazionale di Villa Guinigi, Lucques.
- L'Adoration des bergers, Fondazione Cassa di Risparmio de Lucques.
- Martyre de Saint André, église San Michele de Lucques.
- Toile représentant le pape Saint Grégoire rassemblant des pèlerins, bibliothèque de San Frediano à Lucques.
- Autoportrait, Galerie Royale.
- Marthe et Marie-Madeleine, Rome.
- Concert de musiciennes, Malibu, Musée Getty.
- Achille reconnu parmi les filles de Lycomède, Musée municipal, Bastia.
- Portrait de femme avec une petite fille, Palais Fesch, Ajaccio
- Portrait d'homme, Fondation Bemberg, Toulouse

## Galerie
- Œuvres

"Œuvres
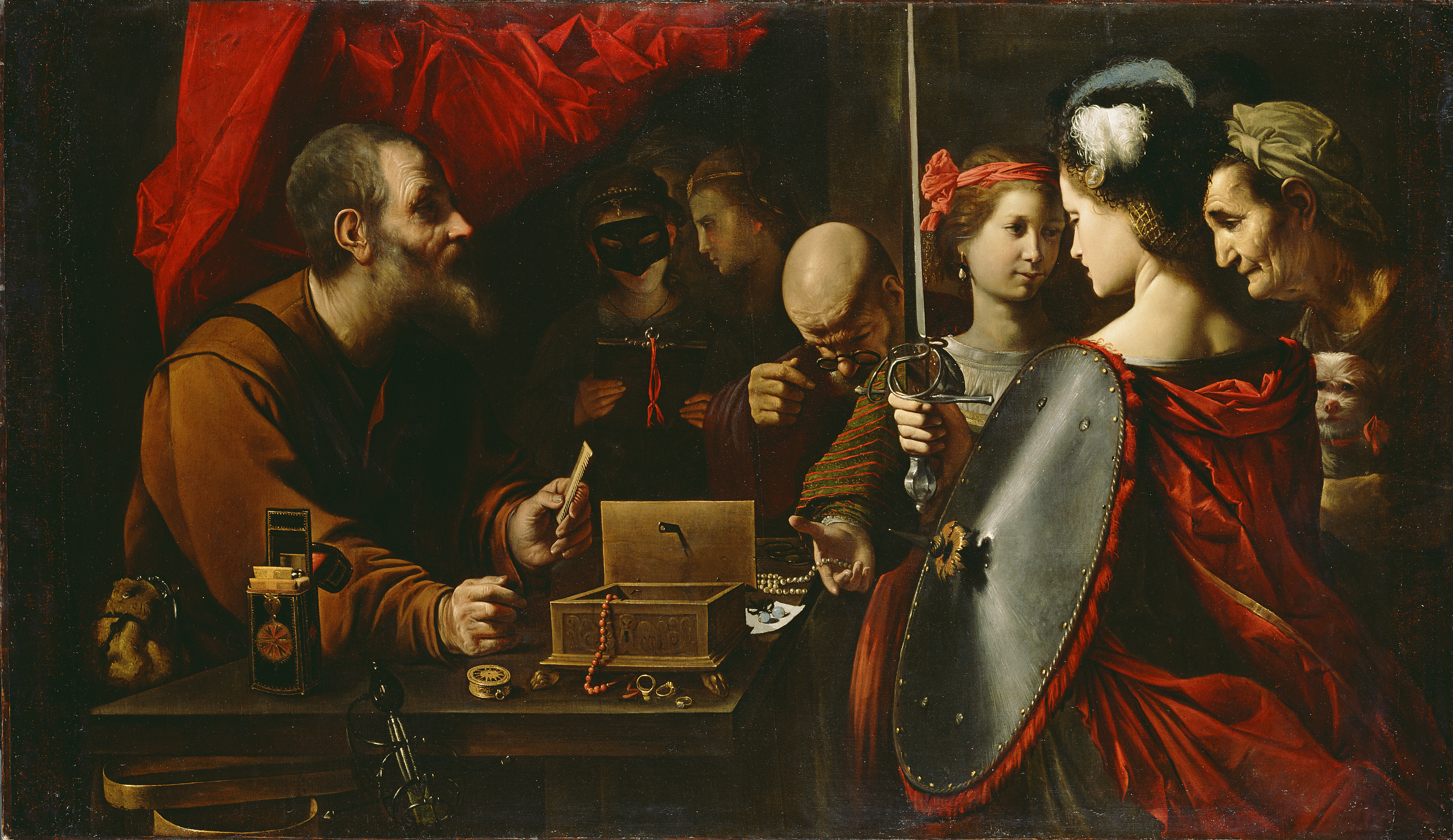
Achille chez les filles de Lycomède, vers 1625-1630, huile sur toile, Getty Center.
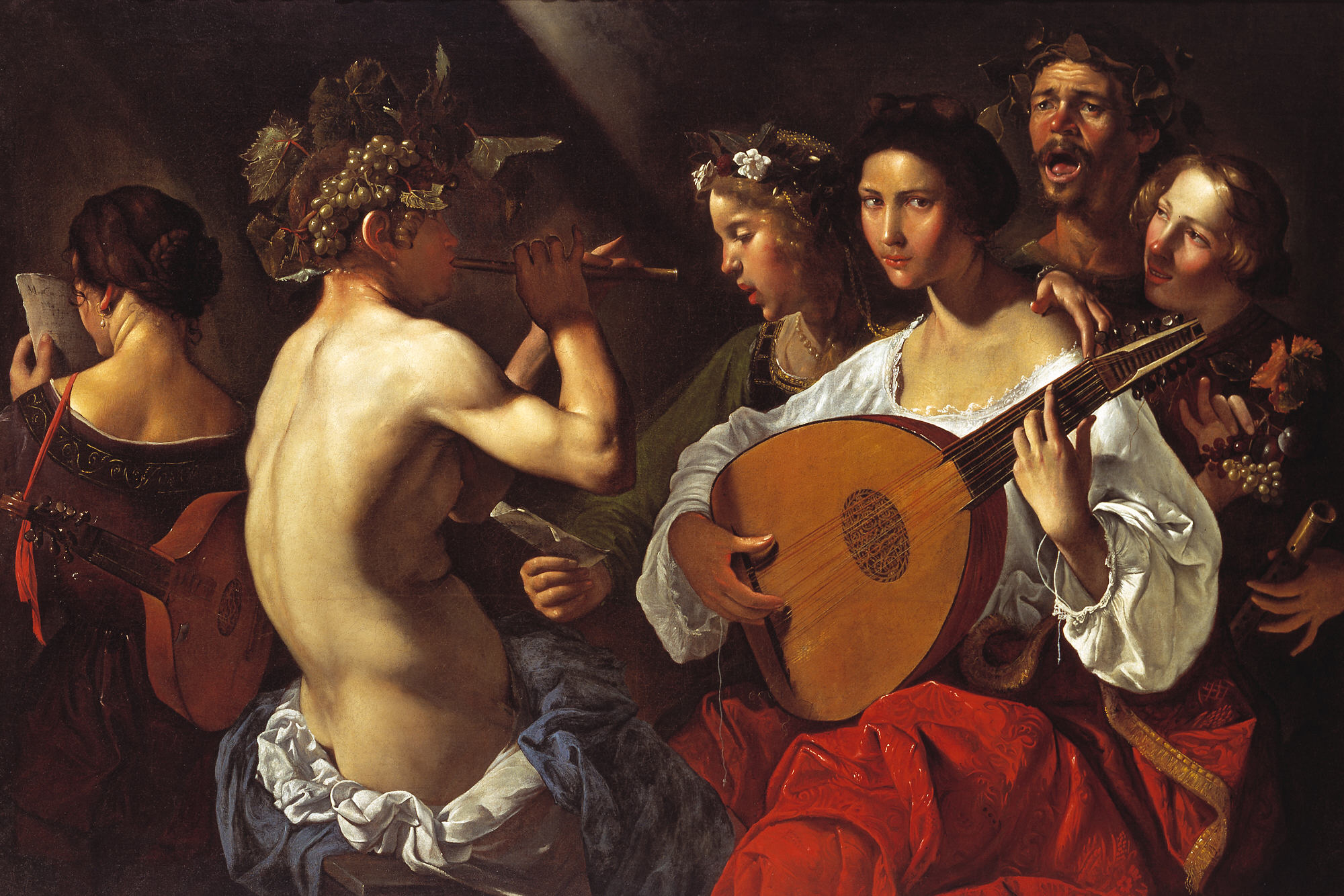
Concert bachique, v. 1625-1630, Dallas Museum of Art.
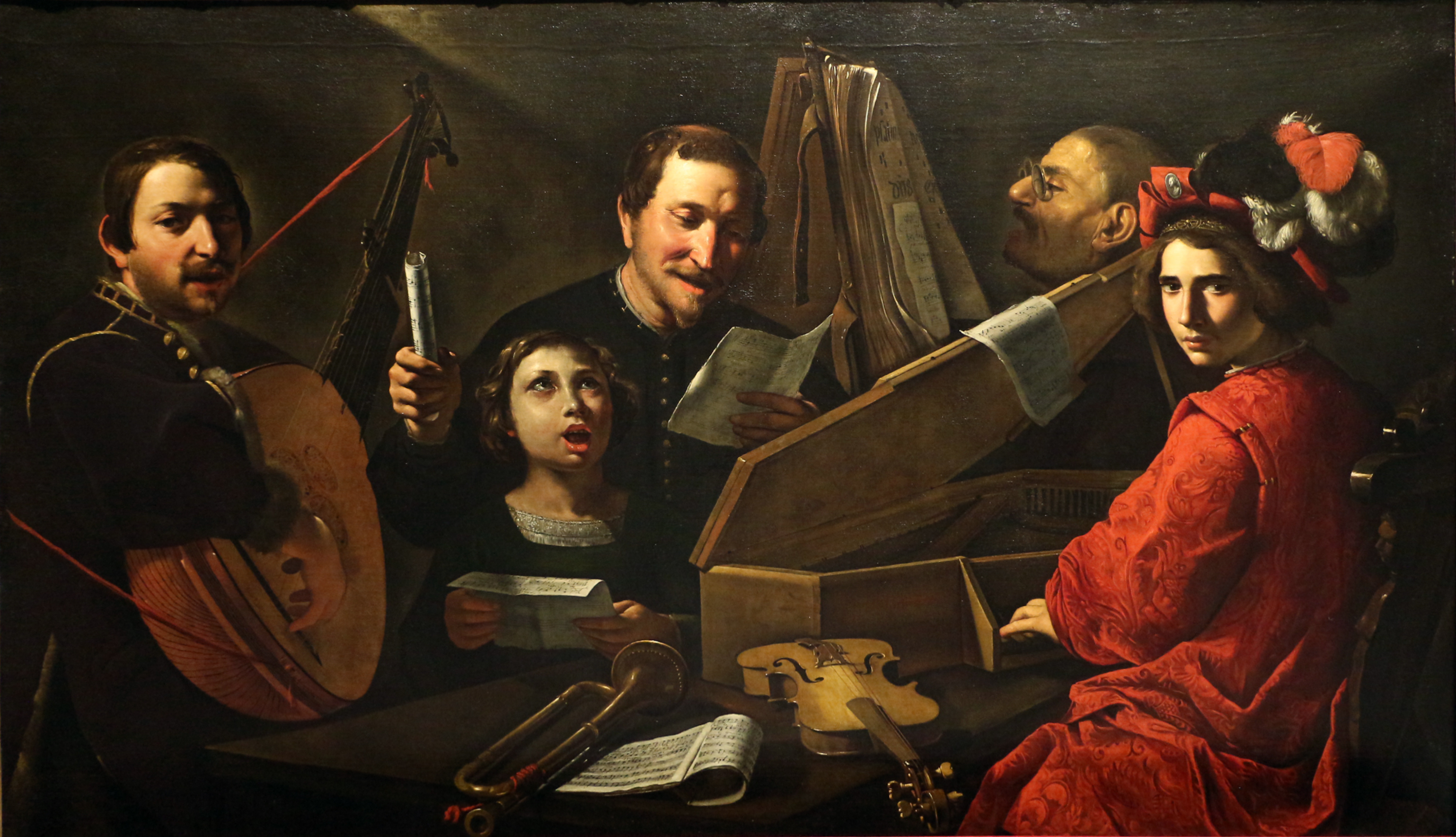
Concert avec cinq musiciens, vers 1625, Collection privée.
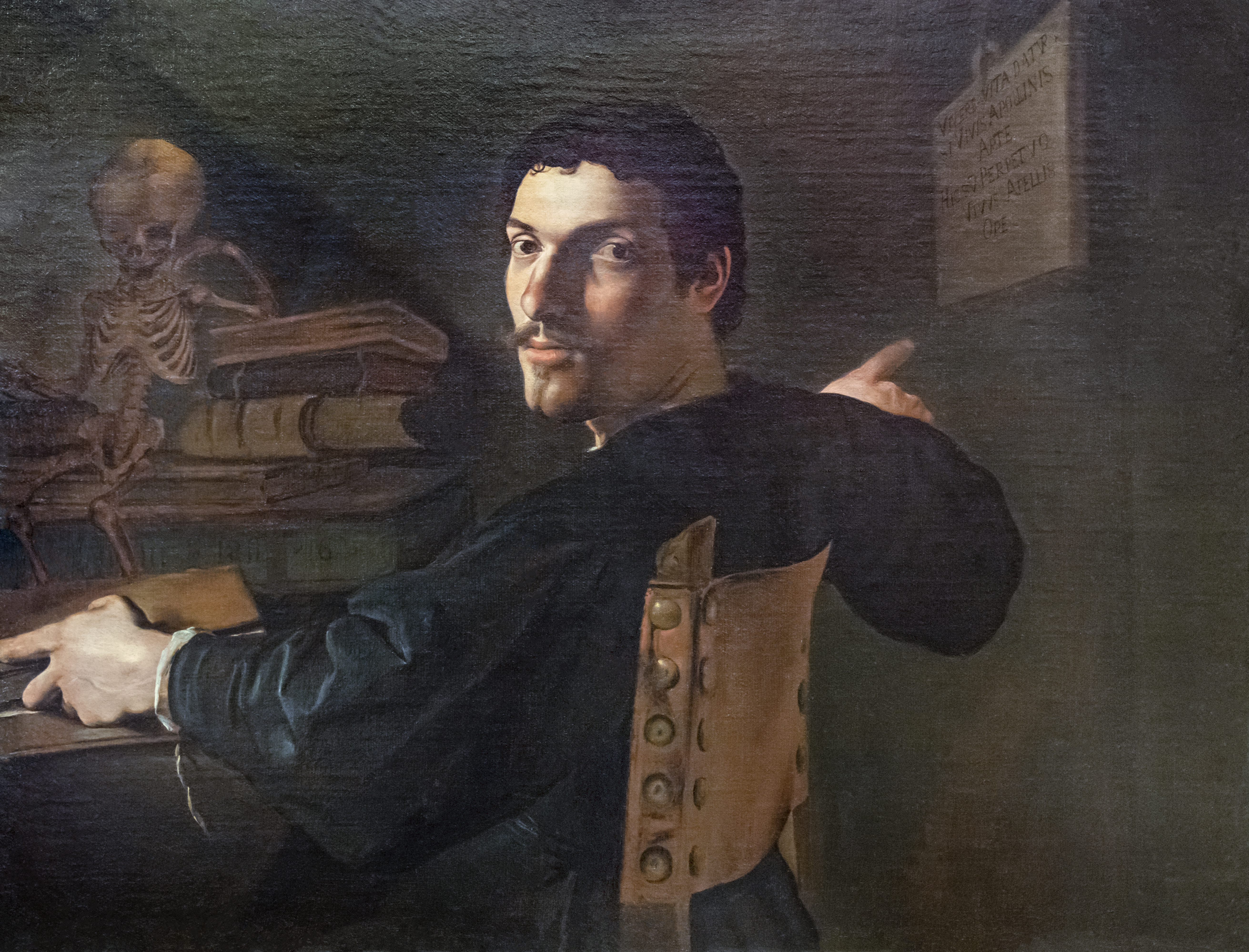
Portrait d'homme, Fondation Bemberg, Toulouse.
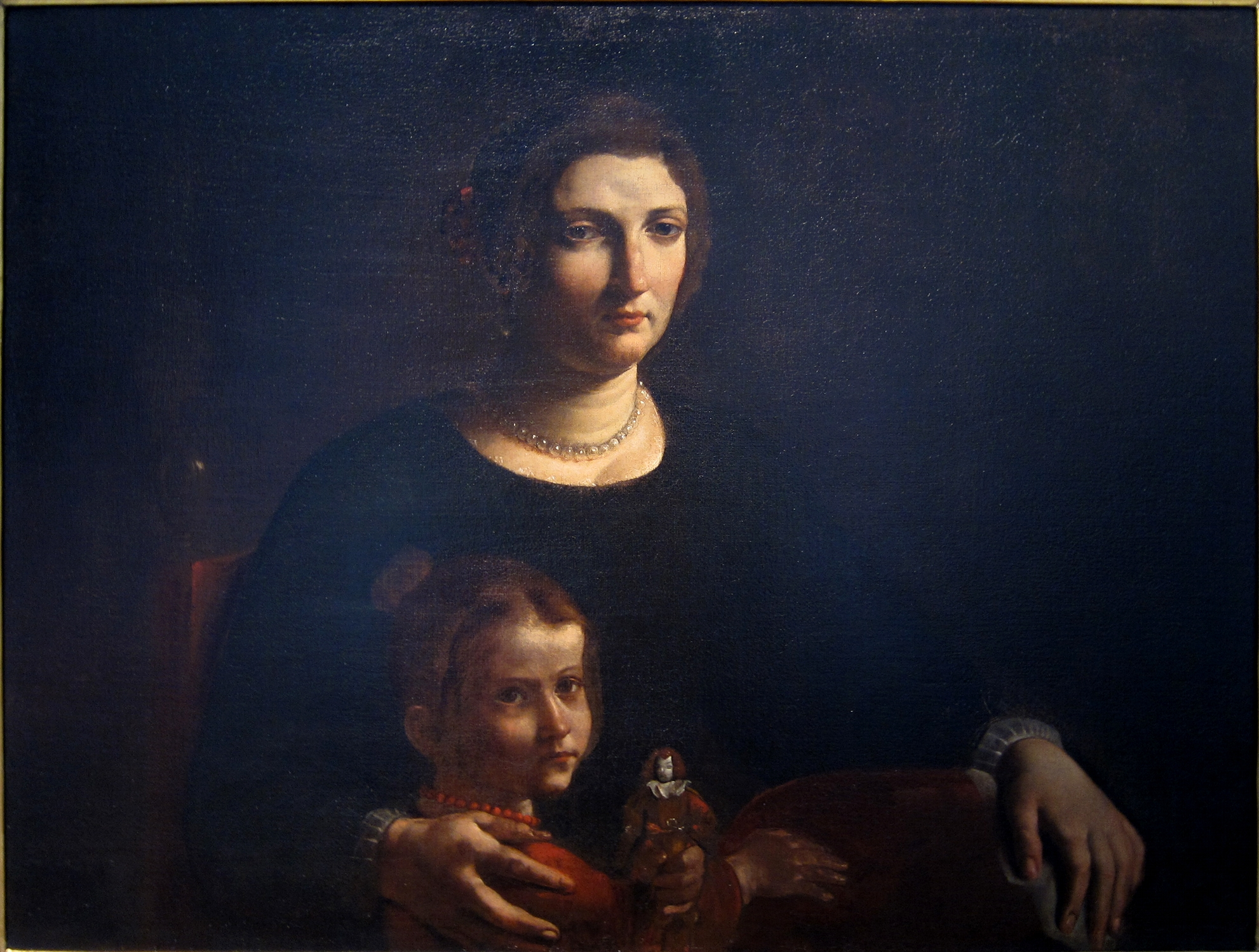
Portrait de femme avec une petite fille, Musée Fesch, Ajaccio.
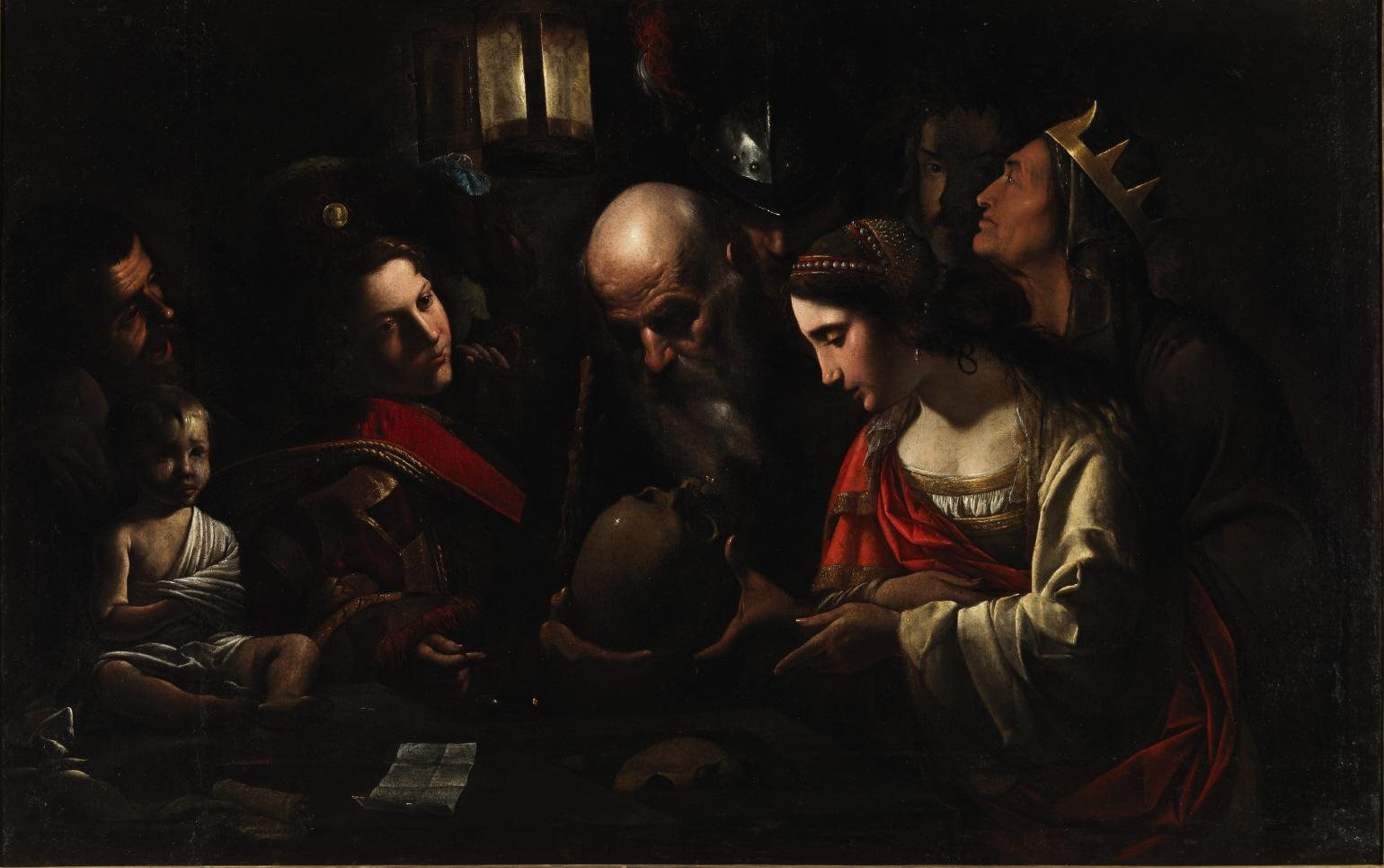
Allégorie de la Mort, huile sur toile, 114,50x177 cm, Madrid, Musée Cerralbo[3].
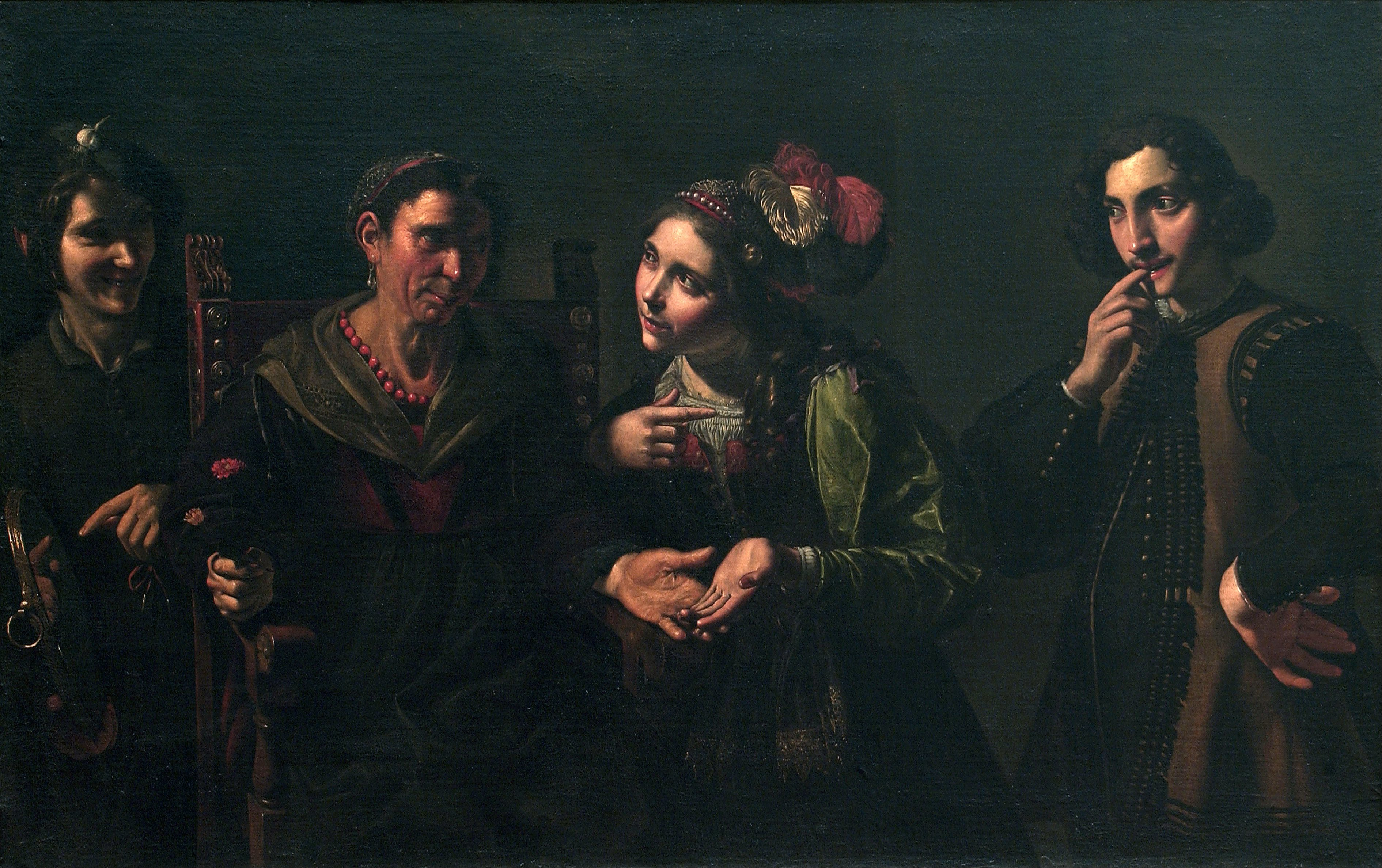
La diseuse de bonne aventure, huile sur toile, 1080x1702 cm, Musée d'Art d'Auckland.
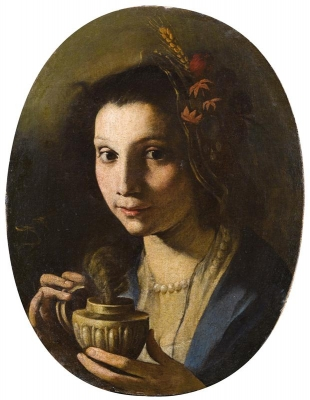
Pendora, vers 1681, huile sur toile, 50x38,5 cm.

### Source
- (en) Cet article est partiellement ou en totalité issu de l’article de Wikipédia en anglais intitulé « Pietro Paolini » (voir la liste des auteurs).